# فيكتور تساريف
فيكتور تساريف (بالروسية: Виктор Григорьевич Царёв) (مواليد 2 يونيو 1931 - 2 يناير 2016)، لاعب كرة قدم سوفييتي سابق.
لعب مع منتخب الاتحاد السوفييتي لكرة القدم.

## روابط خارجية
- فيكتور تساريف على موقع قاعدة بيانات كرة القدم.إي يو (الإنجليزية)
- فيكتور تساريف على موقع ناشيونال فوتبول تيمز (الإنجليزية)